# John Ikataere
John Ikataere Rarikin MSC (* 6. Januar 1944 auf Butaritari, Kiribati; † 8. Februar 2014 in Suva, Fidschi) war ein kiribatischer Geistlicher und Apostolischer Superior von Funafuti.

## Leben
John Ikataere Rarikin trat der Ordensgemeinschaft der Herz-Jesu-Missionare bei und empfing die Priesterweihe. Papst Benedikt XVI. ernannte ihn am 24. September 2010 zum Apostolischen Superior von Funafuti und er wurde am 16. Januar des nächsten Jahres in das Amt eingeführt.